# Ryotojutsu

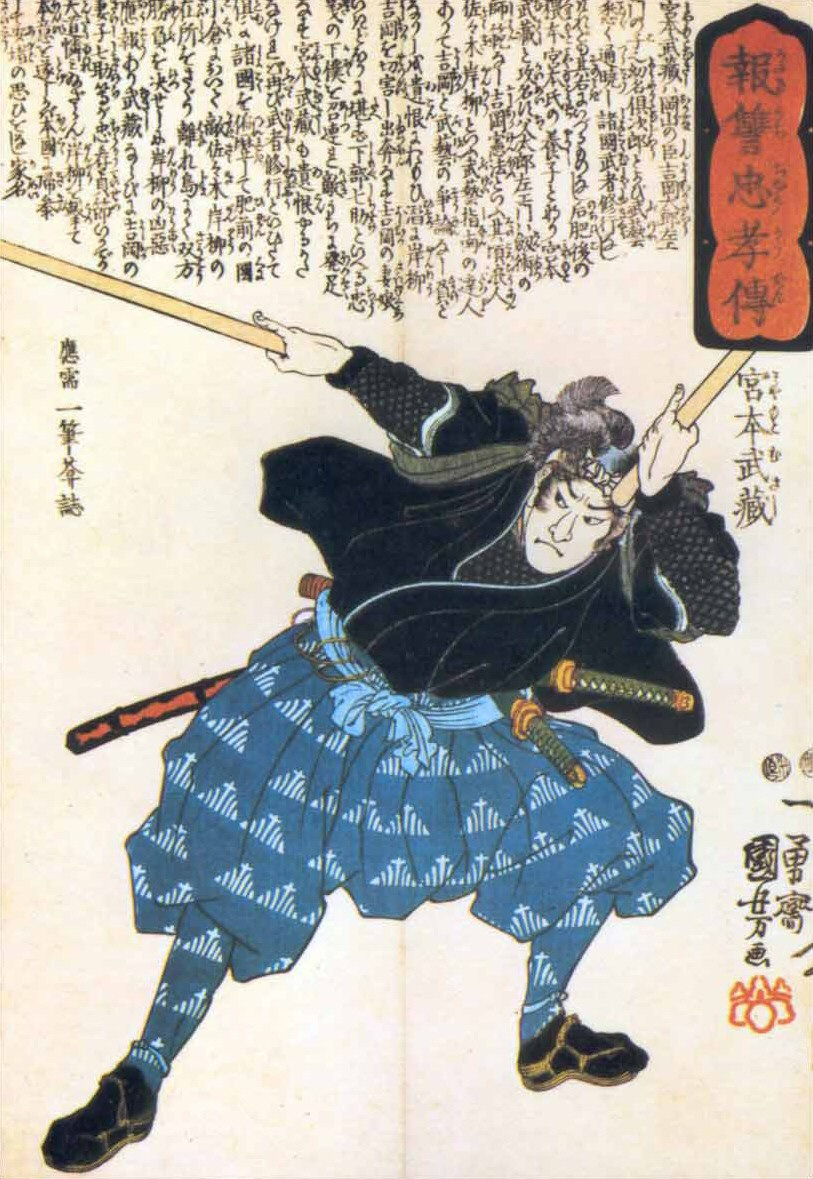
Musashi Miyamoto avec deux bokken (Estampe de Utagawa Kuniyoshi).

Le ryotojutsu (ryōtōjutsu) ou nitō est un art martial japonais ancien, qui se concentre sur la maîtrise de l'escrime à deux sabres, un grand, le katana et un plus petit, le wakizashi ou kodashi. L'ensemble est appelé daishō, issu de la contraction de daïto (sabre long) et shoto (sabre court). Enseigné aux samouraïs, le ryotojutsu faisait partie des bujutsu du Japon féodal.
On pratique le ryotojutsu sans protections. Si la finalité est le maniement des deux armes, l'entraînement à deux se fait avec des sabres en bois ou bokken. Au même titre que les autres budo, l'enseignement du ryotojutsu est décomposé en kata. La particularité de maîtriser deux armes est de pouvoir parer les assauts avec l'une (shoto) et contre-attaquer avec la seconde (daïto). Les deux armes armes peuvent aussi être combinées en croix pour contrer une attaque puissante.
Une version moderne et sportive du ryōtōjutsu nommée nitō kendo est pratiquée en tournoi avec deux sabres en bambou (shinai). Le sabre court étant maintenu indifféremment dans la main droite ou gauche.

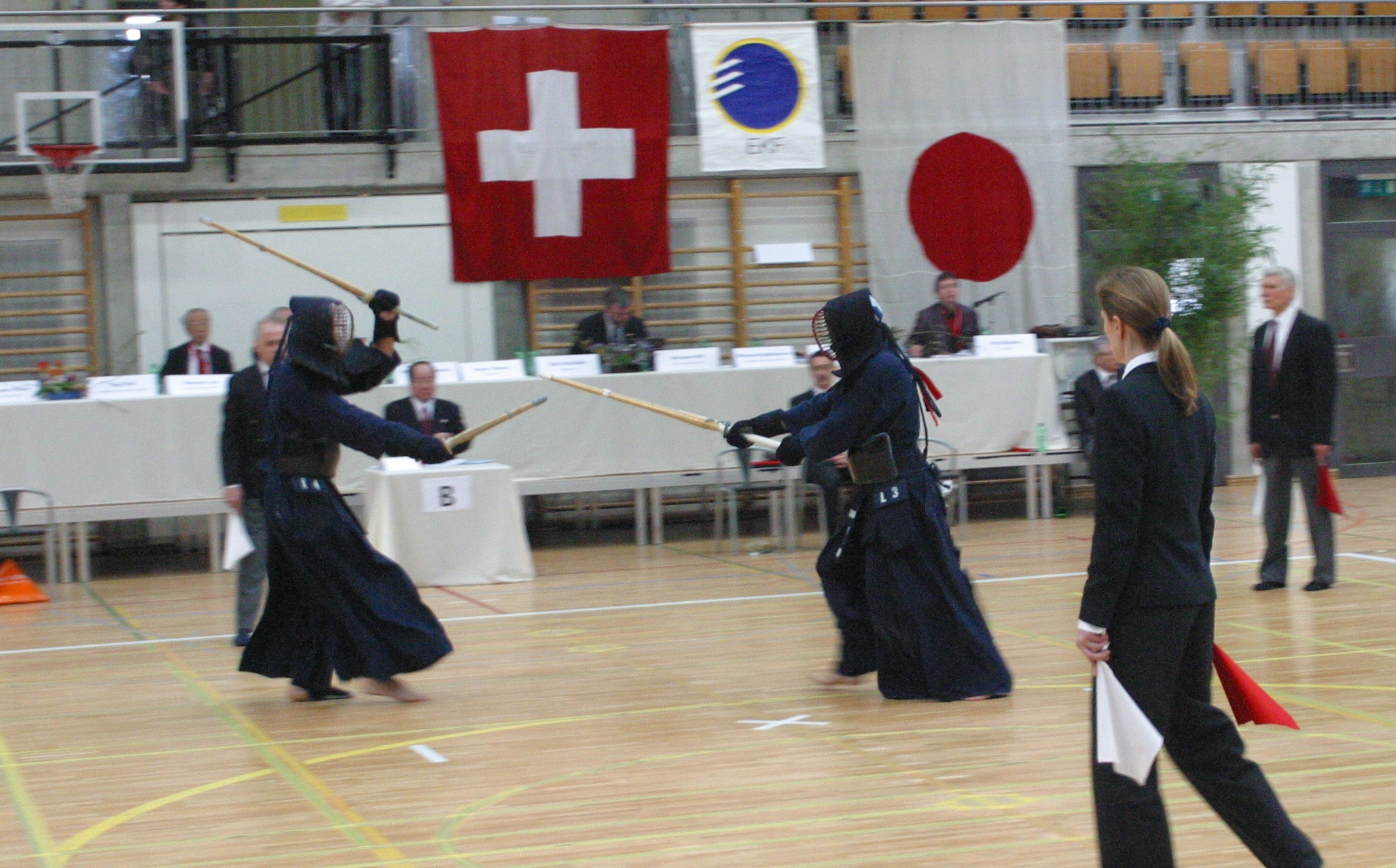
Démonstration de nitō kendo

## Koryuspratiquant les deux sabres
- Hyoho Niten Ichi Ryu de Miyamoto Musashi, créée au XVIIe siècle
- Tenshin Shōden Katori Shintō-ryū de Iizasa Ienao Choisei, fondée au XVe siècle
- Suiō-ryū de Mima Yoichizaemon Kagenobu au XVIIe siècle
- Shingyoto Ryu de Iba Josuiken Hideaki au XVIIe siècle
- Tatsumi Ryu de Tatsumi Sankyo au XVIe siècle